# Дубровская улица (Санкт-Петербург)
Дубро́вская улица — улица в Фрунзенском районе Санкт-Петербурга. Проходит от Андреевской улицы до улицы Самойловой.

## История
Первоначальное название Петровско-Полевой переулок известно с 1902 года, дано по фамилии домовладельца, с 1914 года — Петровский переулок.
Современное название Дубровская улица дано 31 июля 1950 года, по посёлку Невская Дубровка, в память о боях в этой местности в годы Великой Отечественной войны.

## Достопримечательности
- Профессиональный реабилитационный лицей
- Мировые судьи Фрунзенского района